# 天間林郵便局
天間林郵便局（てんまばやしゆうびんきょく）は青森県上北郡七戸町にある郵便局である。民営化前の分類では集配特定郵便局であった。局番号は84118。

## 概要
住所：〒039-2799 青森県上北郡七戸町道ノ上62-9

## 沿革
- 1911年（明治44年）3月31日 - 天間林郵便局（三等）として開局[1]。
- 1976年（昭和51年）4月7日 - 電話交換および和文電報配達業務を七戸電報電話局に移管[2]。
- 2007年（平成19年）3月5日 - ゆうゆう窓口（郵便時間外窓口）を廃止し、配達センター局に移行。
- 2007年（平成19年）10月1日 - 民営化に伴い、併設された郵便事業野辺地支店天間林集配センターに一部業務を移管。
- 2012年（平成24年）10月1日 - 日本郵便株式会社発足に伴い、郵便事業野辺地支店天間林集配センターを天間林郵便局に統合。

## 取扱内容
- 郵便、印紙、ゆうパック、内容証明
- 貯金、為替、振替、振込、国際送金、国債
- 生命保険、バイク自賠責保険
- ゆうちょ銀行ATM
- 上北郡七戸町内の一部地域（〒039-27xx）の集配業務

## 周辺
- 七戸町役場（旧・天間林村役場）
- 七戸町立天間舘中学校
- 七戸町立天間西小学校
- 国道4号

## アクセス
- 十和田観光電鉄バス 役場前停留所下車、徒歩約1分
- 駐車場あり：10台